# Schrofmühle

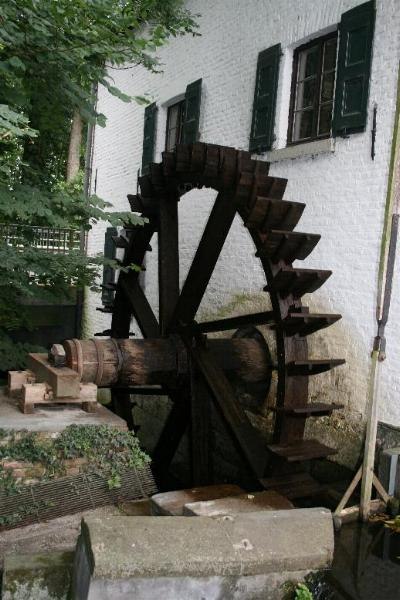
Wasserrad der Schrofmühle

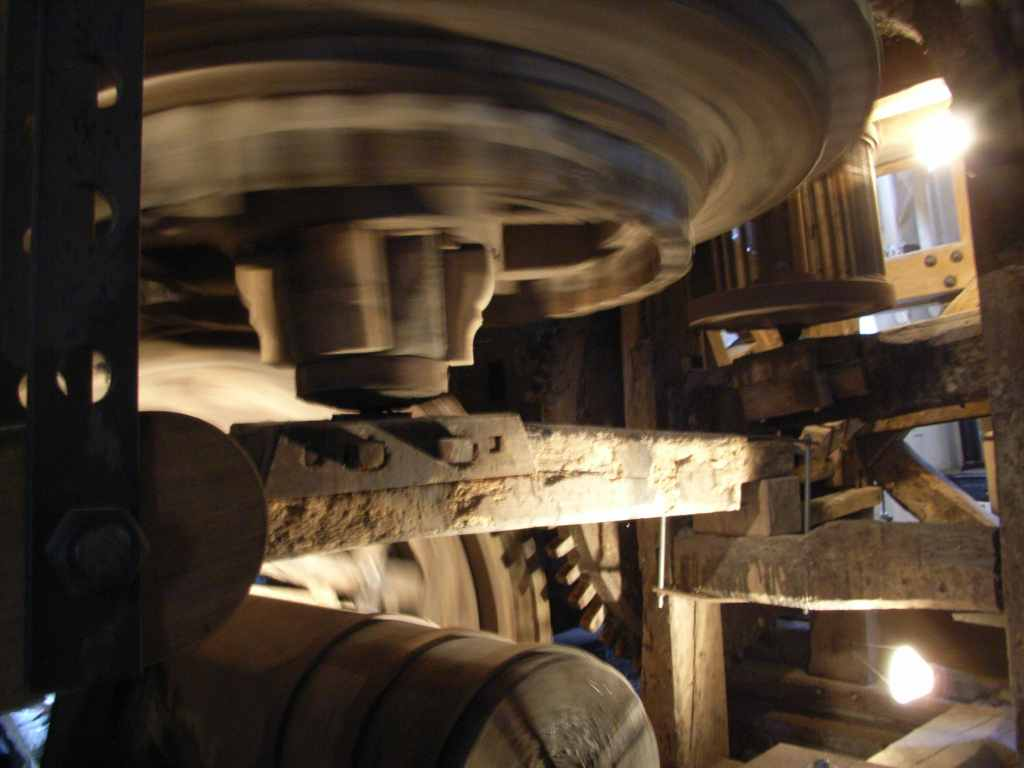
Zahnräder in Betrieb

Die Schrofmühle ist eine alte Wassermühle am Mühlenbach in der Stadt Wegberg zwischen den Stadtteilen Wegberg und Rickelrath in Nordrhein-Westfalen. Sie gilt als eine der besterhaltenen des Landes. Ein unterschlächtiges Wasserrad treibt sowohl eine Ölmühle und Ölpresse, als auch eine Getreidemühle mit Sackaufzug an. Die Mühle und die dazugehörende Hofanlage befindet sich seit über zwei Jahrhunderten im Familienbesitz. Heute wird sie museal betrieben. Der Förder- und Museumsverein Schrofmühle Rickelrath e. V. widmet sich der Pflege und dem Erhalt der Mühle.

## Lage
Der Mühlenbach ist ein rechter Zufluss der Schwalm und trieb einst fünf Mühlen an. Unterhalb der Schrofmühle liegt die Molzmühle, und oberhalb liegen noch Busch-, Holt- und Vollmühle am Bachlauf.

## Gewässer
Der Mühlenbach, der in Herrath beginnt und unmittelbar hinter der Molzmühle in die Schwalm fließt, hat eine Länge von 13.475 m. Der Bachbeginn liegt bei 77 m ü. NN, die Mündung bei 61 m ü. NN. Der Mühlenbach bildet zwischen Kipshoven und der Holtmühle die Stadtgrenze zwischen dem Kreis Heinsberg und der Stadt Mönchengladbach. Mit dem Erreichen der Molzmühle endet der Mühlenbach an dieser Stelle und gibt sein Wasser an die Schwalm weiter. Die Pflege und Unterhaltung des Gewässers obliegt dem Schwalmverband, der in Brüggen seinen Sitz hat.

## Geschichte
Die mit der Mühle verbundene Hofanlage geht offenbar auf die fränkische Zeit zurück. Der Name „Schrof“ verweist auf ein sumpfiges Bruchgelände des Mühlenbachs. Erstmals wird die Mühle 1588 im Zusammenhang mit einem Gerichtsverfahren urkundlich erwähnt. 1850 wurde das heutige Haupthaus errichtet. Um 1950 wurde der mittlerweile auf einem Dieselmotor basierende Mühlenbetrieb eingestellt. Zwischen 1977 und 1982 wurde der Mühlteich entschlammt und die nun denkmalgeschützte Anlage mit dem ursprünglichen Wasserradantrieb wieder instand gesetzt.

## Mühlenmuseum
Heute werden zu festen Terminen oder nach Absprache Führungen veranstaltet und die verschiedenen Teile der Mühle anschaulich in Betrieb gesetzt.

## Baudenkmal
Wassermühle aus dem 18. und 19. Jahrhundert. Vierflügelige Anlage in Backstein; Wohngebäude Zweigeschossig in acht Achsen, Türgewände und Fensterbänke teilweise in Naturstein, wahrscheinlich im 19. Jahrhundert errichtet, noch erhalten der Mühlenbach und das Mühlrad, Wirtschaftsflügelhof seitlich teilweise in Fachwerk. Die Mühle wurde in den letzten Jahren restauriert und Instand gesetzt. Die funktionsfähige Mühle wird zum Mühlenmuseum ausgebaut. (Denkmalliste Nr. 8)

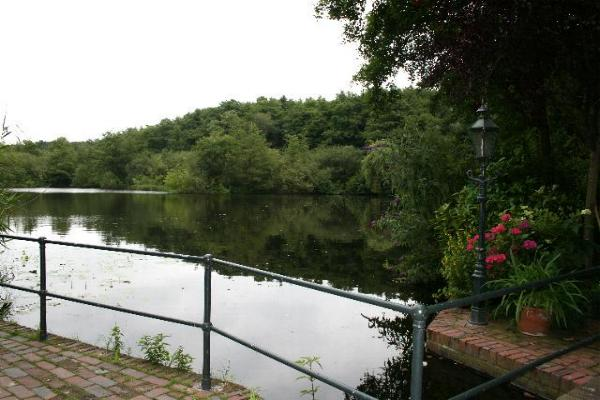
Mühlenweiher der Schrofmühle
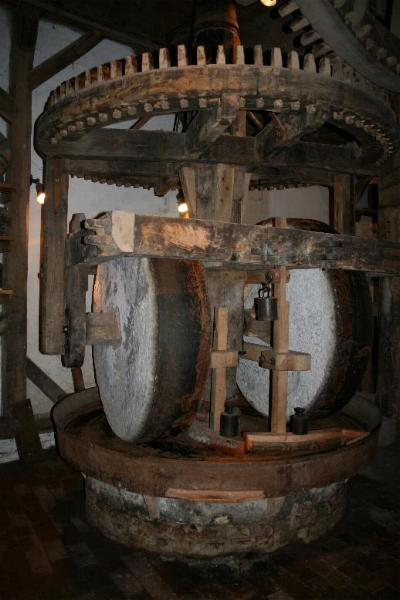
Kollergang und Ölpresse der Schrofmühle
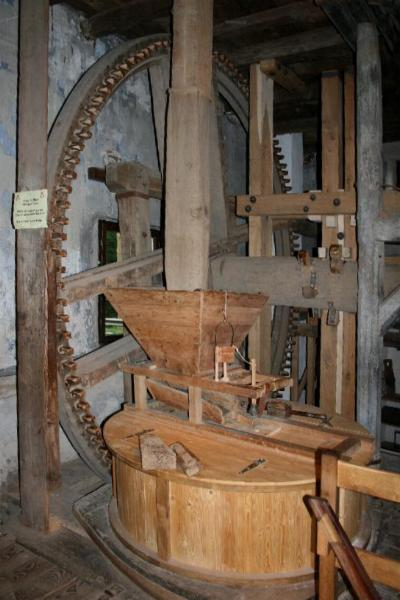
Kornmühle der Schrofmühle